# スタ☆レビ -LIVE & STUDIO-
『スタ☆レビ -LIVE & STUDIO- 35th Anniversary BEST ALBUM 』（スタレビ ライヴ・アンド・ステューディオ サーティフィフス・アニバーサリー・ベスト・アルバム）は、スターダストレビュー11枚目のベスト・アルバムで、2016年2月17日に発売された。

## 解説
タイトルの通り、ライブ音源とスタジオ（レコーディング）音源を合わせた内容で、デビュー35周年を記念したベスト・アルバムとなっている。

## タイアップ
「愛はいつも偶然じゃない」がTBSテレビ「ひるおび!」2016年2月期のエンディングテーマに使用された。

## リリース形態
CD4枚+DVD1枚の5枚組・ミニオルゴール（「今夜だけきっと」）・フォトブックレットがセットになった初回限定盤と、CD2枚組通常盤の2形態で発売。

## 収録曲
特記以外の作詞・作曲はリンク先を参照のこと。

### ＜DISC1＞LIVE BEST　（初回限定盤・通常盤共通）
1. AMAZING GRACE
2. 夢伝説
3. NO! NO! Lucky Lady
4. Welcome To The Jungle
5. 木蘭の涙
6. 追憶
7. トワイライト・アヴェニュー
8. ふたり
9. Northern Lights -輝く君に-
10. Get Up My Soul
11. と・つ・ぜ・ん Fall In Love
12. 今夜だけきっと
13. 春キャベツ

### ＜DISC2＞STUDIO BEST　（初回限定盤・通常盤共通）
1. 愛はいつも偶然じゃない（作詞・作曲　根本要）
2. Magic 〜手をつなごう〜
3. 約束
4. 今日もいい日でありますように
5. 潮騒静夜
6. おぼろづき
7. 夢への地図
8. Spice of Life
9. いのちのこたえ
10. Crying
11. WAKE UP! MY HEART
12. めぐり逢えてよかった

### ＜DISC3＞COUPLING BEST　（初回限定盤）
1. GLASS OF THE WHISKY
2. Cassiopeia
3. When We Know
4. 夢の中から
5. Rock & Roll Bible
6. カザミドリ
7. The Sunshine ～輝く街～
8. DON DON素敵に

### ＜DISC4＞CD　（初回限定盤）
1. ライブMCのみをセレクト・収録したCD

### ＜DISC5＞DVD　（初回限定盤）
1. The 検証：高い音楽性と低い腰 ～メンバーとスタッフが語る35年～